# Logica del senso
Logica del senso è un'opera del filosofo francese Gilles Deleuze pubblicata da Éditions de Minuit nel 1969. Il saggio, Composto da 34 «serie» di paradossi, cerca di sviluppare una filosofia dell'evento e del divenire partendo da una variazione su Le avventure di Alice nel Paese delle Meraviglie di Lewis Carroll, dallo stoicismo e dalla psicanalisi. Questa riflessione prosegue anche attraverso la letteratura, in particolare attraverso le opere di Pierre Klossowski, Michel Tournier, F. Scott Fitzgerald ed Émile Zola.
Il libro è stato tradotto da Mario de Stefanis per Feltrinelli (collana "I fatti e le idee" n. 285) nel 1975 con una nota dell'autore all'edizione italiana (datata 1974, pp. 293–95). Ristampata nella collana "Campi del sapere" nel 1984 e nell'UEF (n. 1866) nel 2005.